# Les Barthes
Les Barthes ist eine Gemeinde im Südwesten Frankreichs im Département Tarn-et-Garonne in der Region Okzitanien. Sie hat 586 Einwohner (Stand: 1. Januar 2022), gehört zum Arrondissement Castelsarrasin und ist Mitglied im Gemeindeverband Communauté de communes du Pays de Lafrançaise. Die Einwohner werden Barthais und Barthaises genannt.

## Geographie
Les Barthes liegt in der Région naturelle Quercy Blanc etwa 17 Kilometer nordwestlich von Montauban am Tarn, der die Gemeinde im Norden und Nordosten begrenzt. Das Gemeindegebiet gehört zum Einzugsgebiet der Garonne und wird neben dem Tarn vom Ruisseau de Larone, dem Ruisseau de la Ravajole und verschiedenen anderen kleinen Wasserläufen entwässert.
Ein Teil des Gemeindegebiets gehört zum Naturschutzgebiet „Vallées du Tarn, de l’Aveyron, du Viaur, de l’Agout et du Gijou“ im Rahmen des Natura 2000-Netzwerks.
Umgeben wird Les Barthes von den Nachbargemeinden Moissac im Norden und Nordwesten, Lizac im Norden und Nordosten, Labastide-du-Temple im Süden und Osten sowie Castelsarrasin im Westen und Südwesten.

## Bevölkerungsentwicklung

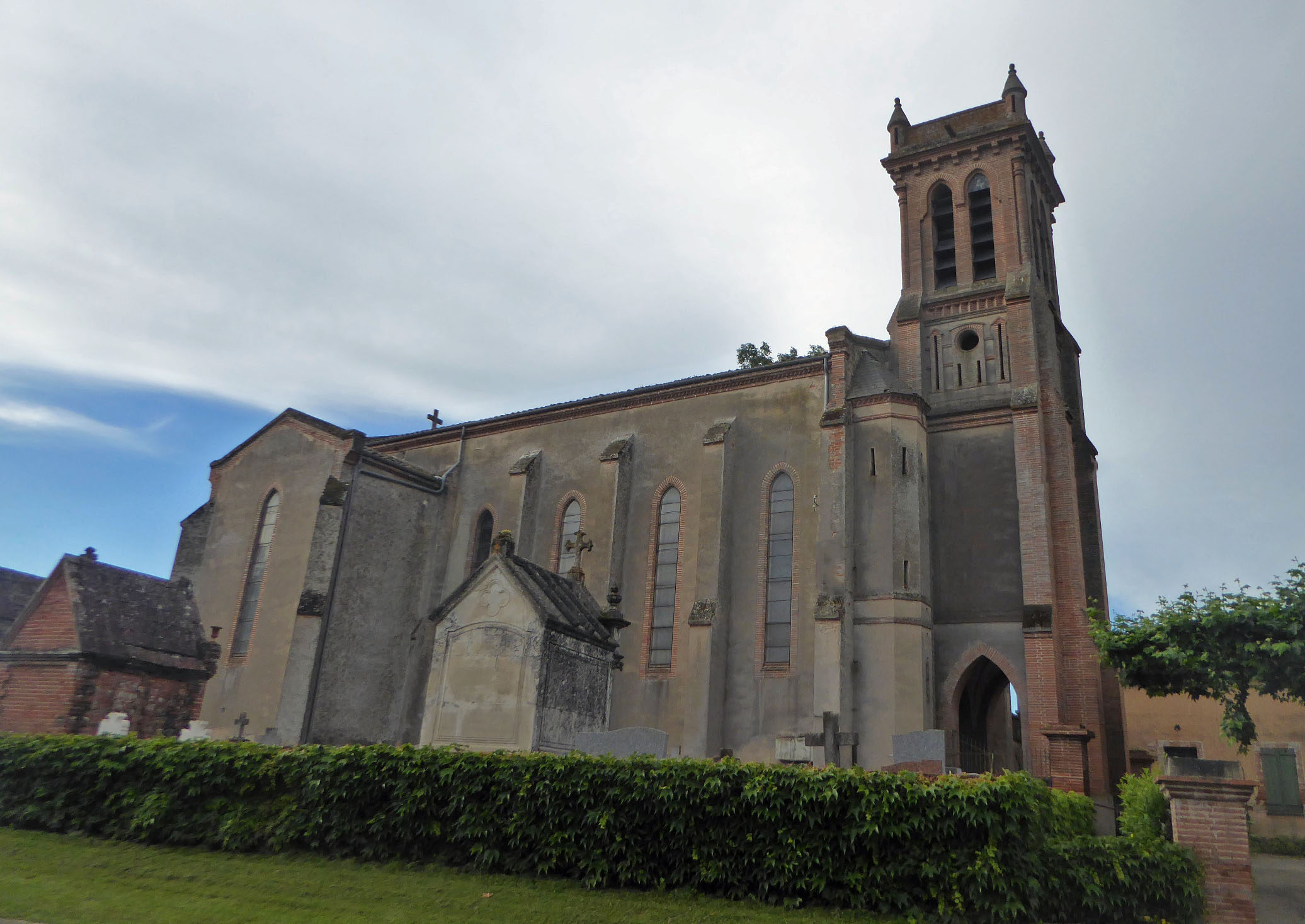
Pfarrkirche Saint Sulpice

| 1962                       | 1968 | 1975 | 1982 | 1990 | 1999 | 2006 | 2018 |
| 427                        | 381  | 390  | 389  | 401  | 413  | 452  | 566  |
| Quellen: Cassini und INSEE |      |      |      |      |      |      |      |

## Sehenswürdigkeiten
- Pfarrkirche Saint Sulpice, Saint-Simplice, Neubau gegen 1900 an der Stelle eines Vorgängerbaus
- Ehemaliger Konvent der Ordensschwestern von Notre-Dame de la Compassion in Rodemule, zwischen 1863 und 1863 erbaut